# Orff-Schulwerk
Das Orff-Schulwerk ist ein nach Carl Orff benanntes musikpädagogisches Konzept für Kinder. Grundlage des Orff-Schulwerks ist der kreative Umgang mit den Elementen Musik, Sprache und Bewegung. Das Orff-Schulwerk umfasst zwei Begriffe:
- Orff-Kompositionen (Musik für Kinder)
- Orff-Instrumente

## Geschichte
Die Idee zu der musikpädagogischen Konzeption des Orff-Schulwerks entstand schon in den 1920er-Jahren in München. Orff und Gunild Keetman gaben in den Jahren 1950 bis 1954 die Musik für Kinder heraus. „Die in den fünf Bänden enthaltenen Texte, Lieder und Instrumentalstücke sind Modelle, die Kinder und Lehrer zum Spielen, Singen und Tanzen herausfordern, aber auch zum eigenen Improvisieren und Gestalten führen sollen.“ 1961 gründete Carl Orff in Salzburg ein Institut für die authentische Ausbildung von Lehrkräften. Die Absolventen des Orff-Instituts organisierten Schulwerkgesellschaften in heute 46 Ländern und unterrichten die Konzeption von Orff/Keetman in aller Welt. Das Orff-Institut steht unter dem Dach der Universität Mozarteum Salzburg.

## Die Grundidee des Orff-Schulwerks
„Die Einsicht, dass Musizieren und Tanzen elementare Ausdrucksformen des ganzen Menschen, all seiner körperlichen, seelischen und geistigen Kräfte sind, dass Sprache, Tanz und Musik für das Kind ein noch nicht differenziertes Handlungsfeld ist, dass zum Singen von Anfang an auch das Spielen auf Instrumenten kommt und dass zum Wiedergeben von gehörter oder notierter Musik oder zum Tanzen tradierter Formen auch das Selbsterfinden und -gestalten gehört. In den Jahren der Entwicklung des Orff-Schulwerks und durch die Mitarbeit vieler Fachkräfte in aller Welt hat sich erwiesen, dass Modelle, Ideen und Anregungen nicht nur für die Früherziehung, sondern auch für die Bildungsarbeit mit Jugendlichen und Erwachsenen verwendet werden können. Besondere Bedeutung hat das Orff-Schulwerk auch in der Sozial- und Heilpädagogik.“

## Die Orff-Instrumente
- Sopran-Glockenspiel, Alt-Glockenspiel (Umfang c′ bis a′′[2])
- Sopran-Metallophon, Alt/Tenor-Metallophon,[3] Bass-Metallophon
- Sopran-Xylophon, Alt/Tenor-Xylophon, Bass-Xylophon
- Klingende Stäbe aus Holz und Metall in allen Stimmlagen (kamen erst später dazu)
- „Orff-Pauken“ mit einem unten offenen Holzzylinder anstelle eines Kessels
- Rahmentrommeln bzw. Handpauken
- Schellentrommeln, Schellen, Schellenring
- Holzblocktrommeln, Rasseln, Maracas
- Becken, Triangeln
- Fingerzimbeln, Kastagnetten
- Geräuschmacher, Lärm- und Effektinstrument

Der erste bundesdeutsche Betrieb, der sich (aufbauend auf der Vorarbeit von Karl Maendler) seit 1949 auf die Weiterentwicklung und Herstellung von Instrumenten für das Orff-Schulwerk befasste, war das Studio 49 in Gräfelfing bei München.

## Komponisten
Neben Carl Orff gibt es weitere Komponisten mit Werken für Orff-Instrumente (Auswahl):
Sigrid Abel-Struth, Gerda Bächli, Franz Biebl, Hans Bergese, Günter Bialas, Cesar Bresgen, Hans Bodenmann, Jakob Bürthel, Hans Coenen, Karl Fegers, Pierre van Hauwe, Wolfgang Jehn, Gunild Keetman, Wilhelm Keller, Richard Rudolf Klein, Günther Kretzschmar, Eberhard Werdin, Friedrich Zipp, Manfred Züghart, Daniel Hensel